# Juraj Jakubisko

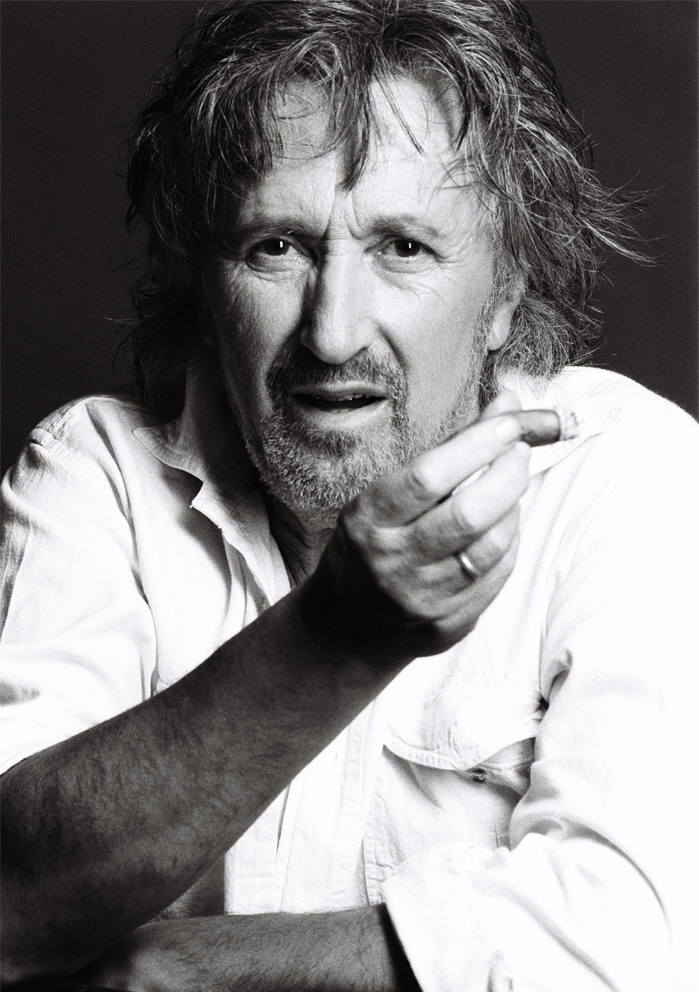
Jakubisko vid Filmfestivalen i Karlovy Vary 2007.

Juraj Jakubisko, född 30 april 1938 i Kojšov i Košice i nuvarande Slovakien, död 24 februari 2023 i Prag, Tjeckien, var en slovakisk filmregissör. Han långfilmsdebuterade 1967 och gjorde en rad uppmärksammade filmer de nästföljande åren, producerade med bas i Bratislava. Efter Pragvåren 1968 utökades censuren i landet, och efter 1970 lyckades Jakubisko inte få någon spelfilm gjord på nio år. År 1983 utgav han den ambitiösa Tisícročná včela ("Tusenårsbiet") som kom att bli en av hans allra största framgångar. I folktrofilmen Perinbaba från 1985 arbetade han med den italienska skådespelerskan Giulietta Masina, hustru och återkommande medarbetare till Federico Fellini. Jakubisko kallades av en kritiker för "Slovakiens Fellini", ett epitet som ofta upprepats. Efter kommunismens fall har Jakubisko filmat oregelbundet och utan större kritikerframgång. År 2003 tilldelades han det Tjeckiska lejonet för sitt livsverk.

## Filmografi i urval
- Kristove roky (1967)
- Desertören och nomaderna (Zbehovia a pútnici) (1968)
- Gycklarna (Vtáčkovia, siroty a blázni) (1969)
- Dovidenia v pekle, priatelia (1970)
- Postav dom, zasaď strom (1979)
- Nevera po slovensky (1981)
- Tisícročná včela (1983)
- Perinbaba (1985)
- Pehavý Max a strašidlá (1987)
- Sedím na konári a je mi dobre (1989)
- Lepšie byť bohatý a zdravý ako chudobný a chorý (1992)
- Bathory (2008)